# 大反撃
『大反撃』（だいはんげき、原題: Castle Keep）は、1969年公開のアメリカ映画。この映画は1965年に出版されたウィリアム・イーストレイクの小説を元に製作された。

## ストーリー
バルジの戦い間近、アメリカ陸軍ファルコナー少佐（バート・ランカスター）は、パン職人のロッシ軍曹（ピーター・フォーク）、美術専門家のベックマン大尉（パトリック・オニール）、小説家志望のベンジャミン二等兵（アル・フリーマン・Jr）ら、寄せ集めの部下達で成る分隊と共にアルデンヌのとある古城に辿り着く。
そこで彼らを出迎えたのは城主である性的に不能な伯爵とその美しき妻であった。ファルコナーは古城を拠点にドイツ軍を迎え撃つ作戦を立てるが、城に膨大な美術品が所蔵されていることを知ったベックマンは損壊を恐れ、作戦に反対する。そんな中、束の間の休息を楽しむ彼ら。ロッシはパン屋の未亡人の元へ、ある者は伯爵の所有する車に夢中になり、またある者達は町の娼婦の館へ、そしてファルコナーは子種を得ようと企む伯爵の奸計とも知らず、伯爵夫人と深い関係となる。やがてドイツ軍の侵攻が始まったことを知ったファルコナーは敵を迎え撃つべく、町に部下達を進出させる。しかし善戦するも、圧倒的な戦力に押され城へ撤退を余儀なくされる。そして堀に架けられた跳ね橋は上げられ、庭園での壮絶な死闘が始まった。

## キャスト
| 役名                       | 俳優                       | 日本語吹替                                                   |
| 役名                       | 俳優                       | 日本テレビ版                                                 |
| -------------------------- | -------------------------- | ------------------------------------------------------------ |
| ファルコナー少佐           | バート・ランカスター       | 久松保夫                                                     |
| ロッシ軍曹                 | ピーター・フォーク         | 飯塚昭三                                                     |
| ベックマン大尉             | パトリック・オニール       | 塚本信夫                                                     |
| 伯爵                       | ジャン＝ピエール・オーモン | 大木民夫                                                     |
| テレーズ                   | アストレッド・ヒーレン     | 高橋ひろ子                                                   |
| クリアボーイ伍長           | スコット・ウィルソン       | 嶋俊介                                                       |
| アンバージャック中尉       | トニー・ビル               | 富山敬                                                       |
| ベイカー軍曹               | マイケル・コンラッド       | 仁内建之                                                     |
| ビリー・バイロン・ビックス | ブルース・ダーン           | 千葉耕市                                                     |
| ベンジャミン二等兵         | アル・フリーマン・Jr       | 竹尾智晴                                                     |
|                            | カテリーナ・ボラット       |                                                              |
| 不明 その他                |                            | 寺島幹夫 浦川麗子 巴菁子 三枝みち子 竹口安芸子 横井光夫 原浩 |
|                            |                            |                                                              |
| 演出                       | 演出                       | 佐藤敏夫                                                     |
| 翻訳                       | 翻訳                       | 木原たけし                                                   |
| 効果                       | 効果                       | 芦田公雄/熊耳勉                                              |
| 調整                       |                            |                                                              |
| 制作                       | 制作                       | 東北新社                                                     |
| 解説                       | 解説                       | 水野晴郎                                                     |
| 初回放送                   | 初回放送                   | 1975年3月12日 『水曜ロードショー』                           |